# جوليا جوردون
جوليا جوردون (بالإنجليزية: Julia Swayne Gordon)‏ (و. 1878 – 1933 م) هي ممثلة، وممثلة مسرحية، من الولايات المتحدة الأمريكية، ولدت في كولومبوس، أوهايو، توفيت في لوس أنجلوس، عن عمر يناهز 55 عاماً.

## وصلات خارجية
- جوليا جوردون على موقع IMDb (الإنجليزية)
- جوليا جوردون على موقع أول موفي (الإنجليزية)
- جوليا جوردون على موقع قاعدة بيانات الأفلام السويدية (السويدية)
- جوليا جوردون على موقع قاعدة بيانات الفيلم (الإنجليزية)
- جوليا جوردون على موقع كينوبويسك (الروسية)